# Зандбергер, Мартин
Ма́ртин Ка́рл За́ндбергер (нем. Martin Karl Sandberger; 17 августа 1911, Шарлоттенбург, Германская империя — 30 марта 2010, Штутгарт, Германия) — немецкий юрист, штандартенфюрер СС, начальник айнзацкоманды 1a, входившей в состав айнзацгруппы A, командир полиции безопасности и СД в Эстонии, один из главных лиц, причастных к массовому уничтожению евреев в Прибалтике.

## Биография
Мартин Зандбергер родился 17 августа 1911 года в Шарлоттенбурге в семье директора химического концерна IG Farben. Рос в Берлине и Тюбингене и с 1929 по 1933 года изучал юриспруденцию в университетах Мюнхена, Кёльна, Фрайбурга и Тюбингена. 
1 декабря 1931 года в возрасте 20 лет вступил в НСДАП (билет № 774980) и Штурмовые отряды (СА). С 1932 по 1933 год был председателем студенческого сообщества Тюбингенского университета, а в 1933 году стал начальником национал-социалистического студенческого союза и студенчества в Тюбингене. В ноябре 1933 года защитил диссертацию на тему «Социальное страхование в национал-социалистическом государстве. Основание для спорного вопроса: страхование или обеспечение?» и стал доктором права. 
Как функционер национал-социалистического студенческого союза он сделал быструю карьеру и стал инспектором высших школ от союза. 15 января 1936 года перешёл из СА в ряды СС (№ 272495). Зандбергер был завербован Густавом Адольфом Шеелем в аппарат СД в Вюртемберге и с 1936 года был сотрудником секции СД «Юго-Восток». В 1938 году получил звание штурмбаннфюрера СС. В то же время был представителем имперского руководителя студентов в области «Юго-восток».
13 октября 1939 года Генрихом Гиммлером был назначен начальником иммиграционного центра «Северо-Восток» в Готенхафене, в его обязанности входила «расовая оценка» немецких переселенцев. С марта 1941 года был начальником отдела I B3 (учебные программы для школ) в Главном управлении имперской безопасности (РСХА). После начала войны с СССР стал командиром айнзацкоманды 1a, действующей в Прибалтике. В своём отчёте от 1 июля 1941 года он сообщил в Берлин о 941 убитом еврее. Зандбергер также отвечал за создание лагерей для военнопленных и концлагерей в Харку и во Пскове, в последнем из которых было убито 450 евреев. 3 декабря 1941 года стал командиром полиции безопасности и СД в Эстонии. 1 декабря 1943 года был переведён в ведомство командира полиции безопасности и СД в Италии. С 26 января 1944 года был руководителем отдела VI A (организация разведывательных служб заграницей) в РСХА. 

### После войны
После войны с 1947 по 1948 год проходил обвиняемым на процессе по делу об айнзацгруппах. 10 апреля 1948 года был приговорён к смертной казни через повешение. 31 января 1951 года американский комиссар в Германии Джон Макклой заменил смертный приговор на пожизненное заключение. 
Отец Зандбергера воспользовался связями с федеральным президентом Теодором Хойсом и тот, в свою очередь, обратился к послу США Джеймсу Брайату Конанту с просьбой о помиловании. Многочисленные уважаемые граждане Вюртемберга, такие как министр юстиции Вольфганг Хаусман и земельный епископ Мартин Хауг выступили в защиту Зандбергера. Немецкий юрист Гельмут Беккер заступился за него и представлял его на кассационном процессе. 9 мая 1958 года Зандбергер был освобождён из Ландсбергской тюрьмы. В том же году был заслушан в качестве свидетеля на Ульмском процессе по делу об айнзацгруппах. Потом получил работу в качестве юрисконсульта в компании Лехлер. Уголовное преследование со стороны прокуратуры Мюнхена в 1962 году и Штутгарта в 1971 году по обвинения в расстрелах евреев, коммунистов и парашютистов в 1941-1943 годах было приостановлено. Умер 30 марта  2010 года в доме престарелых в Штутгарте.

## Награды
- Кольцо «Мёртвая голова»[13]
- Почетная шпага рейхсфюрера СС[13]
- Крест «За военные заслуги» 2-го класса с мечами[14]
- Железный крест 2-го класса (1941)[14]